# Monastère Saint-Jacques de Jérusalem

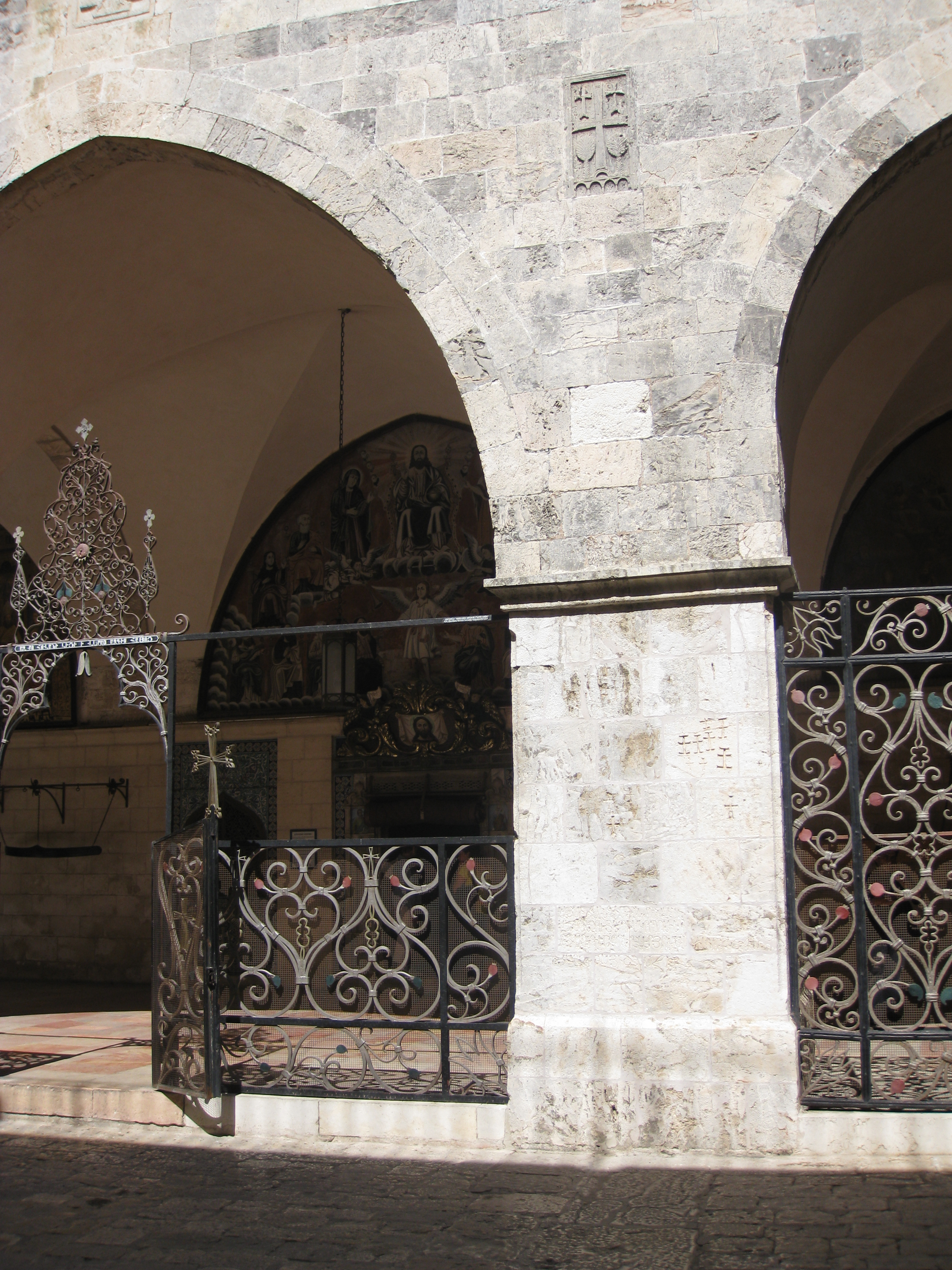
Entrée de la cathédrale.

Le monastère Saint-Jacques de Jérusalem est le siège du patriarcat arménien de Jérusalem. Situé dans le quartier arménien, à Jérusalem-Est, le lieu comprend la cathédrale Saint-Jacques et la résidence du patriarche arménien de Jérusalem. Cet endroit est aussi dénommé « Siège apostolique ».
Son histoire remonte aux premiers siècles chrétiens puisqu'il est entre autres construit sur la tombe de Jacques le Juste, le frère de Jésus, premier évêque de Jérusalem. Il s'agit d’un endroit de pèlerinage reconnu pour les chrétiens qui vont en Terre sainte. Un office chanté par un chœur, le matin, l'anime.